# AMO ZIL

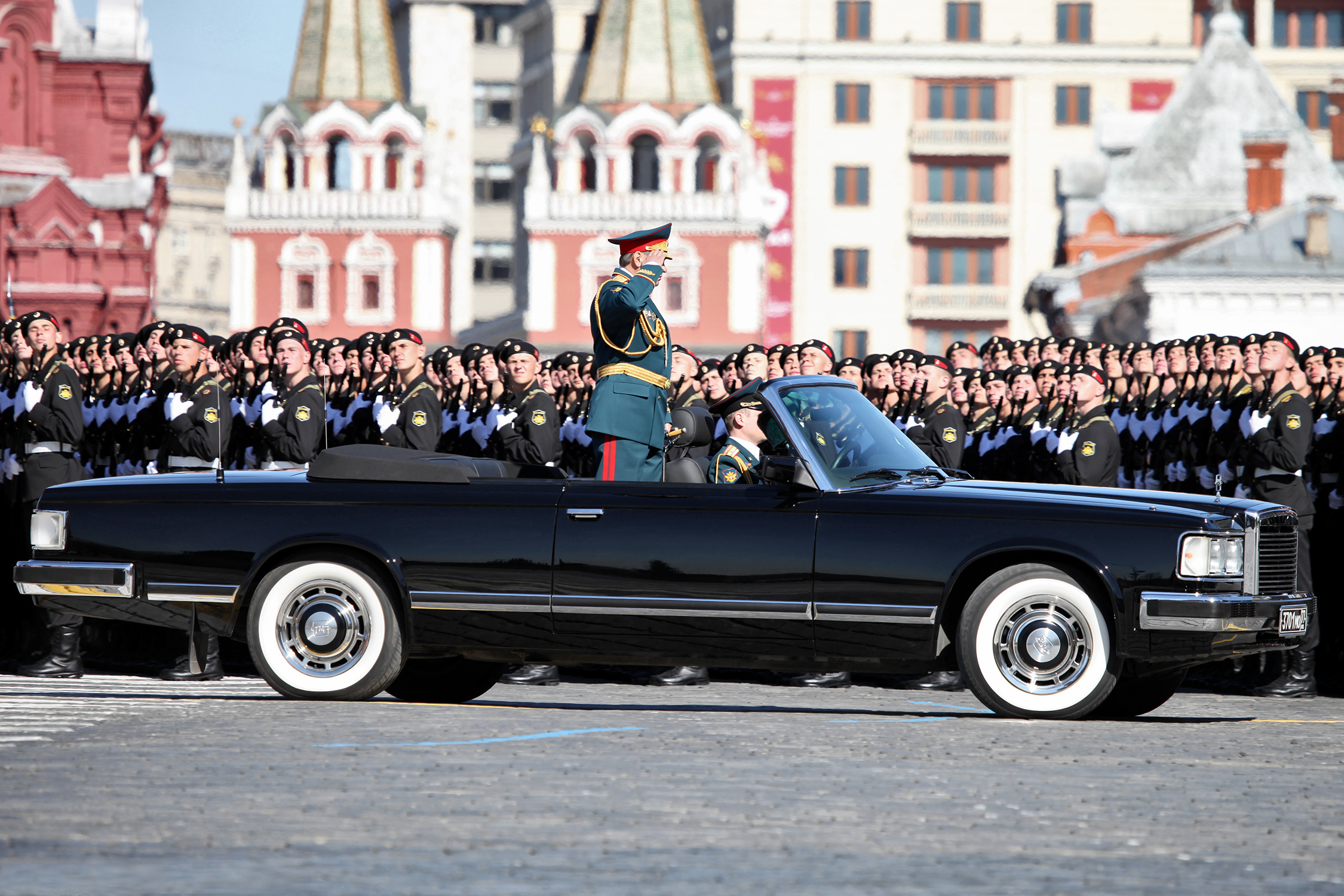
Öppen ZIL-limousine vid parad.

AMO ZIL (АMО ЗИЛ) var ett ryskt företag som tillverkade personbilar, lastbilar och bussar under varumärket ZiL (ЗиЛ). De var visserligen Rysslands största tillverkare av lastbilar men blev kanske mest kända för sina limousiner. De tillverkade även kylskåp, cyklar och kyrkklockor.
Namnet stod för Avtomobilnoe Moskovskoe Obshchestvo ("Moskvas automobilsällskap") Zavod Imeni Likhacheva (Likhachyova-fabriken), uppkallad efter I.A. Likhachov, en av fabrikens första chefer.

## Historia

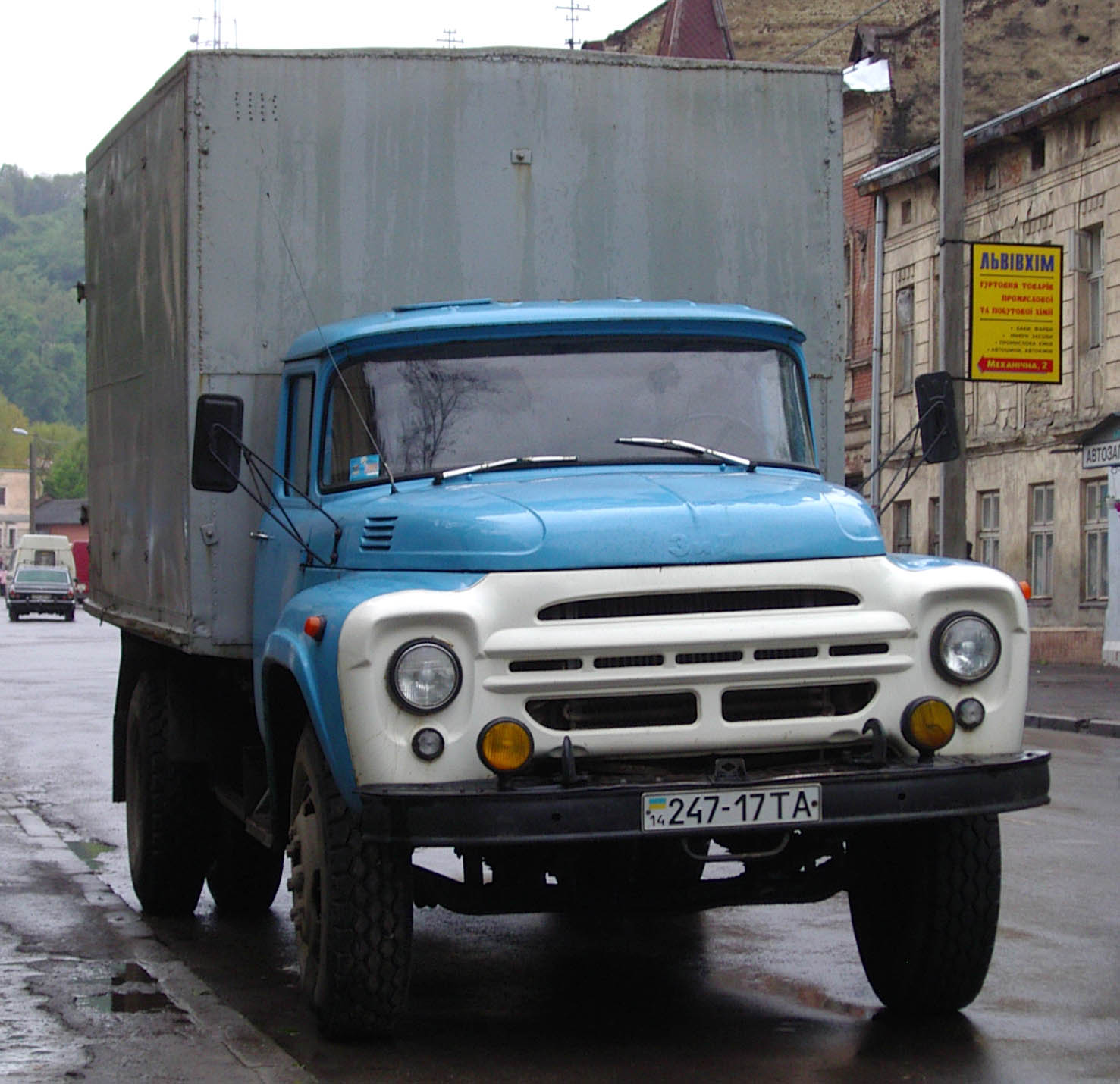
ZIL-130.

Bolaget grundades 1916 som Avtomobilnoe Moskovskoe Obsjtjestvo (Автомобильное Московское Общество). Bolaget skulle tillverka Fiat-lastbilar på licens. Första världskriget gjorde att ingen egen tillverkning kom till stånd utan bolaget monterade ihop delar som köptes in från Fiat. 1924 började serietillverkningen av lastbilar och bolaget var därmed den första fordonstillverkaren i Sovjetunionen. 1931 gavs bolaget namnet Zavod Imeni Stalina (ZIS) – Stalinverken – men som en del av en allmän avstalinisering efter Stalins död 1953 ändrades namnet 1956 till "Zavod Imeni Likhachyova" - Likhachyova-fabriken - uppkallad efter en av fabrikens första chefer.
Under sina mest produktiva år producerades hundratusentals fordon om året, samt ett mycket begränsat antal av de exklusiva ZIL-limousinerna. De sista fordonen producerades 2012. 
En omfattande rekonstruktion av fabriksområdet inleddes 2011 men den sista bilen tillverkades 2012 och företaget gick väsentligen i konkurs 2013. En ny stadsdel planeras på fabriksområdet.

## Modeller

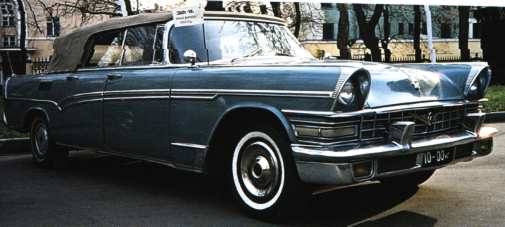
ZIL-111V

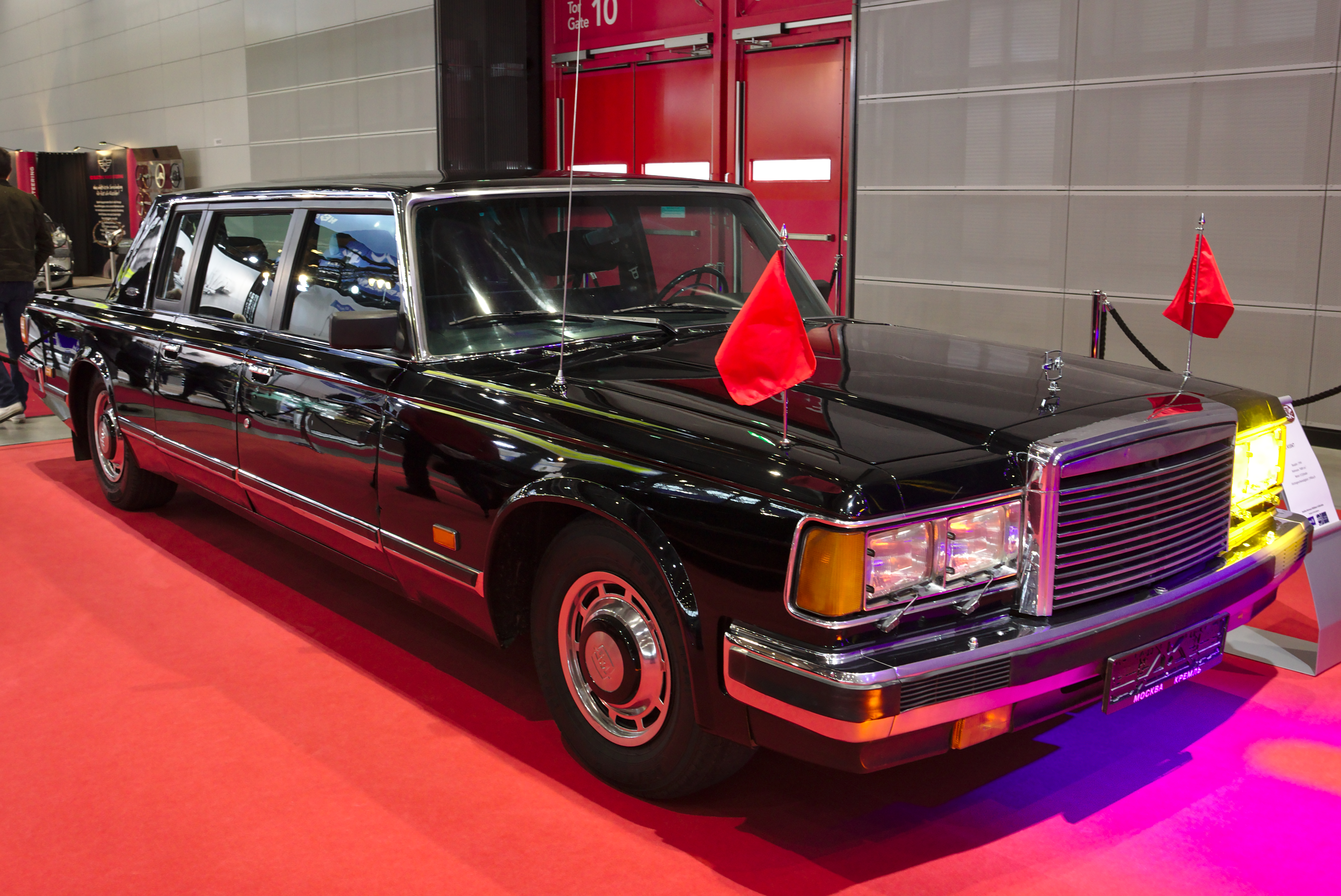
ZIL-41047

### Limousiner
- ZIS-101 (1936)
- ZIS-110 (1942)
- ZIS-115
- ZIL-111 (1958)
- ZIL-114
- ZIL-117
- ZIL-4104
- ZIL-41047 (1985)
- ZIL-4105
- ZIL-4112R (2012)

### Lastbilar
- AMO-F-15 (1924)
- AMO-3 (1931)
- ZIS-5, ZIS-6 (1934)
- ZIS-22, ZIS-42 (1941?)
- ZIS-128
- ZIS-150 (1947)
- ZIS-151 (1948)
- ZIL-164 (1957)
- ZIL-157 (1958)
- ZIL-130 (1964)
- ZIL-131 (1967)
- ZIL-133 (1975)

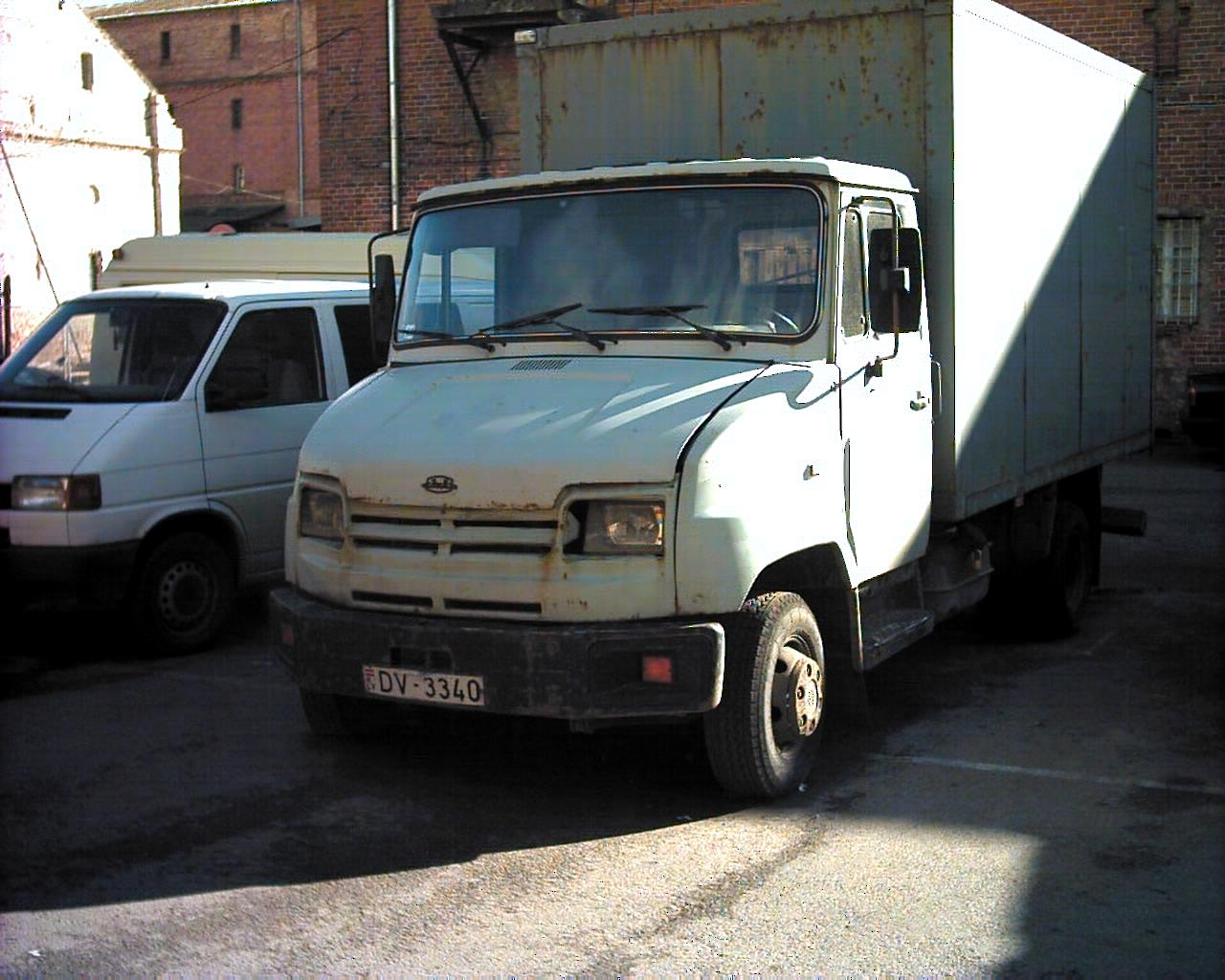
ZIL-5301

- ZIL-5301 "Bychok" ("Bully") (1992)
- ZIL-6404 (1996)
- ZIL-6309 (1999)
- ZIL-6409 (1999)
- ZIL-433180 (2003)
- ZIL-432930 (2003)
- ZIL-4327 (2004?)
- ZIL-4334 (2004)
- ZIL-436200 (2009)

### Bussar
- ZIS-8
- ZIS-16 (1941?)
- ZIS-154
- ZIS-155
- ZIS-127 (1955)
- ZIL-158 (1957)
- ZIL-118 "Yunost" (1967)
- ZIL-3250 (1998)

### Övrigt
- ZIS-152 (armerad persontransport)
- ZIS-458 (amfibiefordon)
- ZIL-4906 (amphibiefordon)
- ZIL-41047 (limousin)
- ZIL-41041 (sedan)
- ZiL-29061 (amfibiefordon)